# Blokhus Strand
Blokhus Strand er en badestrand ved Jammerbugt og feriebyen Blokhus. Stranden er omkring 100 m bred og strækker sig til Rødhus Strand i syd og til Saltum Strand i nord. Stranden er åben for bilkørsel, og det er muligt at køre i bil på stranden fra Rødhus til Løkken. Badestranden, der har det blå flag, er i højsæsonen bemandet med livreddere fra TrygFonden Kystlivredning. Langs stranden står hvert år 47 badehuse i perioden 1. maj til 30. september.

## Popularitet
Sammen med Løkken Strand er den blandt de mest besøgte badestrande i Nordjylland. En popularitet der for begge strande bl.a. skyldes fin hvid sandkvalitet, høj badevandskvalitet, kun få gopler i vandet, høje klitter, der giver læ, nem adgang i bil og beliggenhed tæt ved populære feriebyer.
Flere områder i  klitlandskabet mellem Løkken og Rødhus er fredede så sommerturister og naturgæster stadig mulighed for at opleve lidt af landskabets oprindelige udseende. 

## Aktiviteter
I sommerperioden kan man hver aften opleve at den restaurerede Blokhus-kanon bliver fyret af ud over havet i forbindelse med solnedgangen.
På Blokhus Strand kan man de fleste dage året rundt købe frisk fisk.